# Steiroxys
Steiroxys is een geslacht van rechtvleugeligen uit de familie sabelsprinkhanen (Tettigoniidae). De wetenschappelijke naam van dit geslacht is voor het eerst geldig gepubliceerd in 1874 door Herman.

## Soorten
Het geslacht Steiroxys omvat de volgende soorten:
- Steiroxys borealis Scudder, 1894
- Steiroxys pallidipalpus Thomas, 1872
- Steiroxys strepens Fulton, 1930
- Steiroxys trilineata Thomas, 1870